# 21-hidroxilasa
La esteroide 21-hidroxilasa es una proteína que en los seres humanos está codificada por el gen CYP21A2. La proteína es una enzima que hidroxila los esteroides en la posición C21 de la molécula. Las convenciones de denominación de las enzimas se basan en el sustrato sobre el que actúan y el proceso químico que realizan. Bioquímicamente, esta enzima participa en la biosíntesis de las hormonas de la glándula suprarrenal aldosterona y cortisol, que son importantes en la regulación de la presión arterial, la homeostasis del sodio y el control del azúcar en sangre. La enzima convierte la progesterona y la 17α-hidroxiprogesterona en 11-desoxicorticosterona y 11-desoxicortisol, respectivamente,dentro de las vías metabólicas que en los seres humanos conducen en última instancia a la creación de aldosterona y cortisol; la deficiencia de la enzima puede causar hiperplasia suprarrenal congénita.
La esteroide 21-hidroxilasa es un miembro de la familia de enzimas monooxigenasas del citocromo P450 que utiliza un cofactor hemo que contiene hierro para oxidar sustratos.
En los seres humanos, la enzima se localiza en las membranas del retículo endoplásmico de las células de la corteza suprarrenal, y está codificada por el gen CYP21A2 que se encuentra cerca del pseudogén CYP21A1P que tiene un alto grado de similitud de secuencia. Esta similitud dificulta el análisis del gen a nivel molecular y, en ocasiones, da lugar a mutaciones de pérdida de función del gen debido al intercambio intergénico de ADN.

## Gen
La esteroide 21-hidroxilasa en humanos está codificada por el gen CYP21A2 que puede ir acompañado de una o varias copias del pseudogén no funcional CYP21A1P, este pseudogén comparte el 98% de la identidad informativa exónica con el gen funcional real.
Los pseudogenes son comunes en los genomas y se originan como artefactos durante el proceso de duplicación. Aunque a menudo se les considera "ADN basura", la investigación ha demostrado que conservar estas copias defectuosas puede tener una función beneficiosa, a menudo proporcionando regulación a sus genes progenitores.

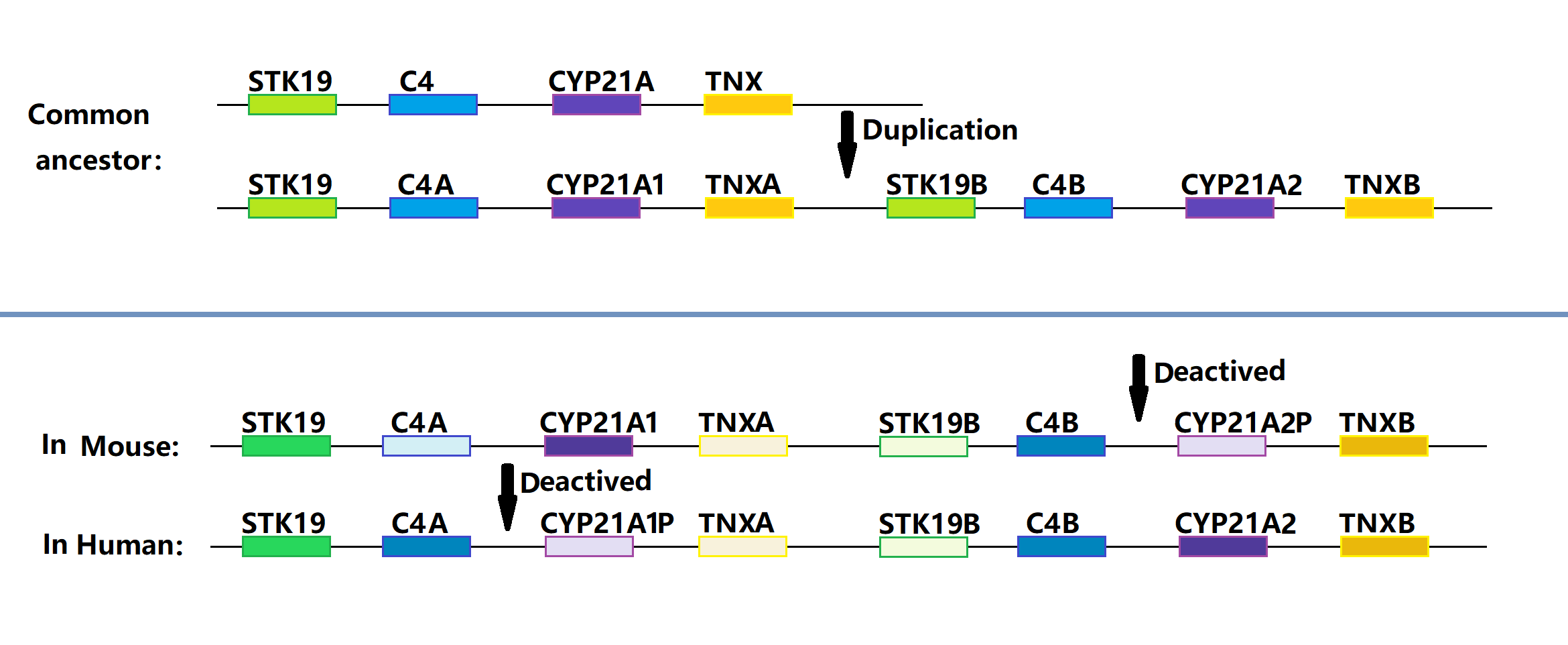
Evolución del locus CYP21A en humanos y ratones.

En el genoma del ratón, el Cyp21a2 es un pseudogén y el Cyp21a1 es un gen funcional. En el pollo y la codorniz, sólo existe un único gen Cyp21, cuyo locus está situado entre el componente del complemento C4 y el gen TNX, junto con el Cenpa.
CYP21A2 en humanos está localizado en el cromosoma 6, en el complejo mayor de histocompatibilidad III (MHC clase III) cerca de los genes del componente del complemento 4 C4A y C4B, el gen de la tenascina X TNXB y STK19. El MHC clase III es la región más densa en genes del genoma humano, conteniendo muchos genes que tienen, a fecha de 2023 - funciones o estructuras desconocidas.
Dentro del MHC clase III, CYP21A2 se encuentra dentro del clúster RCCX (una abreviatura compuesta por los nombres de los genes RP (un antiguo nombre para STK19 serina/treonina quinasa 19), C4, CYP21 y TNX), que es el clúster de genes más complejo del genoma humano. El número de segmentos RCCX varía entre uno y cuatro en un cromosoma,con una prevalencia aproximada del 15% para el monomodular, del 75% para el bimodular (STK19-C4A-CYP21A1P-TNXA-STK19B-C4B-CYP21A2-TNXB),y del 10% para el trimodular en europeos.La estructura cuadrimodular de la unidad RCCX es muy rara.En una estructura monomodular, todos los genes son funcionales, es decir, codifican proteínas, pero si el recuento de módulos es de dos o más, sólo hay una copia de cada gen funcional, siendo el resto pseudogenes no codificantes, con la excepción del gen C4, que siempre tiene copias activas.
Debido al alto grado de homología entre el gen CYP21A2 y el pseudogén CYP21A1P y a la complejidad del locus RCCX, es difícil realizar diagnósticos moleculares para CYP21A2. El pseudogén puede presentar polimorfismos de un solo nucleótido (SNP) idénticos o similares a los del gen funcional, lo que dificulta su distinción. El pseudogén también puede recombinarse con el gen funcional, creando genes híbridos que tienen características de ambos. Esto puede dar lugar a resultados falsos positivos o falsos negativos en las pruebas de SNP en el CYP21A2.
La tecnología de secuenciación del genoma completo se basa en dividir el ADN en pequeños fragmentos, secuenciarlos y luego ensamblarlos de nuevo basándose en sus solapamientos. Sin embargo, debido a la gran homología y variabilidad del CYP21A2 y su pseudogén, los fragmentos no pueden asignarse de forma inequívoca a ninguna de las copias del gen. Esto puede dar lugar a errores o lagunas en el ensamblaje, o a que falten algunas variantes presentes en el gen.
El diagnóstico molecular por reacción en cadena de la polimerasa (PCR) utiliza cebadores selectivos para amplificar segmentos específicos de la secuencia de ADN que son relevantes para diagnosticar o detectar una determinada enfermedad o afección. Si los cebadores no se diseñan con cuidado, pueden unirse tanto al pseudogén CYP21A2 como al CYP21A1P, o a diferentes segmentos del clúster RCCX, dando lugar a resultados falsos positivos o falsos negativos. Por lo tanto, la PCR para el CYP21A2 requiere el uso de cebadores específicos de locus que puedan distinguir entre el gen y el pseudogén, y entre diferentes módulos RCCX. Además, es posible que la PCR no pueda detectar variantes complejas como conversiones, deleciones o duplicaciones de genes grandes, que son frecuentes en el caso del CYP21A2.
Southern blotting, un método utilizado para detectar y cuantificar una secuencia específica de ADN en muestras de ADN, también tiene limitaciones en el análisis de CYP21A2. Este método lleva mucho tiempo y requiere una gran cantidad de ADN de buena calidad, lo que lo hace menos aplicable en entornos de diagnóstico rutinarios. Este método conlleva un riesgo biológico radiactivo, lo que plantea problemas de seguridad y hace que requiera mucho trabajo. El Southern blotting es incapaz de detectar los sitios de unión de las quimeras. El gen CYP21A2 es propenso a desajustes y reordenamientos, produciendo diferentes tipos de variaciones complejas que incluyen variantes en el número de copias, grandes conversiones génicas, pequeñas inserciones/deleciones y variantes de un solo nucleótido (SNP). El Southern blot no es capaz de detectar todos estos tipos de variantes simultáneamente. Además, el Southern blotting requiere el análisis genético de los progenitores, lo que no siempre es factible o práctico.
Por lo tanto, para analizar el gen CYP21A2 con precisión, se necesita un método más especializado y sensible, como la secuenciación dirigida de lectura larga, que puede secuenciar fragmentos de ADN más largos y capturar más información sobre la estructura y la variación del gen. Sin embargo, este método no está muy extendido o no es rentable.

## Proteína
Esteroide 21-hidroxilasa, es un miembro de la familia citocromo P450 de enzimas monooxigenasas, la proteína tiene 494 residuos de aminoácidos con un peso molecular de 55.000. Esta enzima es como mucho un 28% homóloga a otras enzimas P-450 que se han estudiado.
Estructuralmente, la proteína contiene un núcleo evolutivamente conservado de cuatro haces de α-hélices (la importancia de dicha conservación genética radica en demostrar la importancia funcional de este aspecto de la estructura de esta proteína). Además, tiene dos hélices alfa adicionales, dos conjuntos de láminas β y un bucle de unión al cofactor hemo. Cada subunidad de la enzima humana consta de un total de 13 α-hélices y 9 láminas β que se pliegan en una estructura terciaria similar a un prisma triangular.
El grupo hemo de hierro(III) que define el sitio activo reside en el centro de cada subunidad. La enzima humana se une a un sustrato a la vez. En cambio, la enzima bovina, bien caracterizada, puede unirse a dos sustratos. La enzima humana y la bovina comparten un 80% de identidad en la secuencia de aminoácidos, pero son estructuralmente diferentes, sobre todo en las regiones de bucle, y también son evidentes en los elementos de la estructura secundaria.

## Especies
Se pueden encontrar variaciones de la esteroide 21-hidroxilasa en todos los vertebrados.
Cyp21 surgió por primera vez en los cordados antes de la especiación entre los cordados basales y los vertebrados. La lamprea de mar, una especie de pez primitivo sin mandíbula que se originó hace más de 500 millones de años, proporciona información valiosa sobre la evolución y aparición de Cyp21. Las lampreas de mar carecen de la enzima 11β-hidroxilasa responsable de convertir el 11-deoxicortisol en cortisol, como se observa en los mamíferos. En su lugar, dependen del 11-deoxicortisol, un producto de una reacción catalizada por CYP21, como su principal hormona glucocorticoide con propiedades mineralocorticoides. Esto sugiere la presencia de una vía de señalización de corticosteroides compleja y altamente específica que surgió hace al menos 500 millones de años durante la evolución temprana de los vertebrados.
En los vertebrados, como peces, anfibios, reptiles, aves y mamíferos, Cyp21 participa en la biosíntesis de glucocorticoides y mineralocorticoides, por lo tanto, Cyp21 es esencial para la regulación de la respuesta al estrés, el equilibrio electrolítico y la presión arterial, el sistema inmunológico y el metabolismo en los vertebrados.
La Cyp21 está relativamente conservada entre los mamíferos, y muestra algunas variaciones en su estructura, expresión y regulación. Los macacos Rhesus y los orangutanes poseen dos copias de Cyp21, mientras que los chimpancés tienen tres, aún así, un pseudogén (CYP21A1P) sólo está presente en humanos entre los primates.

## Distribución tisular y subcelular
La esteroide 21-hidroxilasa se localiza en los microsomas de las membranas del retículo endoplásmico dentro de la corteza suprarrenal. Es una de las tres enzimas microsomales del citocromo P450 esteroidogénico, las otras son la esteroide 17-hidroxilasa y la aromatasa.
A diferencia de otras enzimas de la superfamilia de enzimas del citocromo P450 que se expresan en múltiples tejidos, con una expresión más abundante en el hígado, en los seres humanos adultos la esteroide 21-hidroxilasa, junto con la esteroide 11β-hidroxilasa y la aldosterona sintasa, se expresa casi exclusivamente en la glándula suprarrenal.
A partir de 2023, la principal localización subcelular para la proteína codificada en las células humanas no se conoce, y está pendiente de análisis celular.

## Función

Numeración de esteroides, C21 está en la cadena lateral de C17

La enzima esteroide 21-hidroxilasa hidroxila los esteroides en la posición C21.Los esteroides son un grupo de compuestos orgánicos naturales y producidos sintéticamente, todos los esteroides comparten una estructura primaria de cuatro anillos. La enzima cataliza la reacción química en la que se añade el grupo hidroxilo (-OH) en la posición C21 de la biomolécula esteroide. Esta posición se encuentra en una cadena lateral del anillo D.
La enzima pertenece a la superfamilia de enzimas monooxigenasas del citocromo P450. Las enzimas del citocromo P450 catalizan muchas reacciones implicadas en el metabolismo de fármacos y la síntesis de colesterol, esteroides y otros lípidos.
La esteroide 21-hidroxilasa es esencial para la biosíntesis de cortisol y aldosterona.

## Mecanismo

Esteroidogénesis humana, mostrando ambas reacciones de la 21-Hidroxilasa en la parte superior central.

La esteroide 21-hidroxilasa es una enzima del citocromo P450 que destaca por su especificidad de sustrato y su 
eficacia catalítica relativamente alta.
Al igual que otras enzimas del citocromo P450, la esteroide 21-hidroxilasa participa en el ciclo catalítico del citocromo P450 y participa en la transferencia de un electrón con la NADPH-P450 reductasa. La esteroide 21-hidroxilasa es altamente específica para la hidroxilación de la progesterona y la 17-hidroxiprogesterona. Esto contrasta notablemente con la enzima 17-hidroxilasa P450, relacionada evolutiva y funcionalmente, que tiene una amplia gama de sustratos.

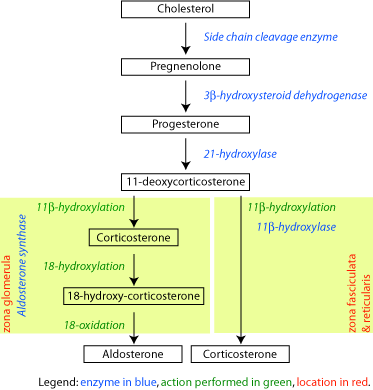
Vía biosintética de los corticosteroides en la rata.

La reacción química en la que la esteroide 21-hidroxilasa cataliza la adición de hidroxilo (-OH) a la posición C21 de la progesterona, la 17α-hidroxiprogesterona y la 21-desoxicortisona se describió por primera vez en 1952.
Estudios de la enzima humana expresada en levadura clasificaron inicialmente la 17-hidroxiprogesterona como el sustrato preferido para la 21-hidroxilasa esteroidea, sin embargo, análisis posteriores de la enzima humana purificada encontraron un KM más bajo y una mayor eficiencia catalítica para la progesterona sobre la 17-hidroxiprogesterona.
La eficiencia catalítica de la esteroide 21-hidroxilasa para la conversión de progesterona en humanos es de aproximadamente 1,3 x 107 M-1s-1 a 37 °C. Esto la convierte en la enzima más catalítica del mundo. Se cree que la ruptura del enlace C-H para crear un radical de carbono primario es el paso que limita la velocidad en la hidroxilación.

## Importancia clínica

### Hiperplasia suprarrenal congénita
Las variantes genéticas en el gen CYP21A2 causan una alteración en el desarrollo de la enzima, lo que provoca hiperplasia suprarrenal congénita (HSC) por deficiencia de 21-hidroxilasa. Los eventos de conversión génica que implican al gen funcional y al pseudogén explican muchos casos de deficiencia de 21-hidroxilasa esteroidea.La HSC es un trastorno autosómico recesivo. Existen múltiples formas de HSC, definidas como formas clásicas y no clásicas en función de la cantidad de función enzimática aún presente en el paciente.
Las formas clásicas se dan aproximadamente en 1 de cada 10000 a 1 de cada 20000 nacimientos en todo el mundo,e incluyen tanto la forma de pérdida de sal (excreción excesiva de sodio a través de la orina que causa hiponatremia y deshidratación) como la forma simple-virilizante. La pérdida completa de la actividad enzimática provoca la forma de pérdida de sal. Las variaciones en la estructura de la esteroide 21-hidroxilasa están relacionadas con la gravedad clínica de la hiperplasia suprarrenal congénita. Los déficits de cortisol y aldosterona están asociados con la pérdida de sodio potencialmente mortal, ya que los esteroides desempeñan funciones en la regulación de la homeostasis del sodio. Los pacientes con HSC simple-virilizante (~1-2% de función enzimática) mantienen una homeostasis del sodio adecuada, pero presentan otros síntomas compartidos por la forma perdedora de sal, como crecimiento acelerado en la infancia y genitales ambiguos en neonatos de sexo femenino.
La forma no clásica es la afección más leve, ya que conserva entre el 20% y el 50% de la función enzimática. Esta forma se asocia a una alteración leve y clínicamente silenciosa del cortisol, pero a un exceso de andrógenos tras la pubertad.

## Hiperplasia suprarrenal congénita no clásica
Artículo principal: Hiperplasia suprarrenal congénita de aparición tardía
La hiperplasia suprarrenal congénita no clásica causada por el déficit de 21-hidroxilasa (NCCAH) es una hiperplasia suprarrenal congénita más leve y de aparición tardía. Su tasa de prevalencia en distintos grupos étnicos varía entre 1 de cada 1.000 y 1 de cada 50. Algunas personas afectadas no presentan signos ni síntomas relevantes, mientras que otras experimentan síntomas de hiperandrogenismo.
Las mujeres con NCCAH suelen tener genitales femeninos normales al nacer. En etapas posteriores de la vida, los signos y síntomas de la afección pueden incluir acné, hirsutismo, calvicie de patrón masculino, menstruación irregular e infertilidad.
Se han publicado menos estudios sobre varones con NCCAH que sobre mujeres, porque los varones suelen ser asintomáticos. Sin embargo, los varones pueden presentar acné y calvicie precoz.
Aunque los síntomas suelen diagnosticarse después de la pubertad, los niños pueden presentar adrenarquia prematura.

### Investigación sobre otras enfermedades
Se está investigando cómo las variantes genéticas del gen CYP21A2 pueden dar lugar a afecciones patógenas. Se ha informado de que una variante de este gen causa catarata polar posterior autosómica dominante, lo que sugiere que la esteroide 21-hidroxilasa puede estar implicada en la biosíntesis extra-adrenal de aldosterona y cortisol en el cristalino del ojo.

### Historia
En las décadas de 1950 y 1960, se identificaron vías esteroidogénicas que incluían la conversión de colesterol en progesterona a través de una vía compleja que implicaba múltiples pasos y, entre ellas, una vía para la síntesis de cortisol que mostraba pasos enzimáticos específicos que incluían reacciones de hidroxilación en la posición 21 (21-hidroxilación) mediadas por enzimas del citocromo P450.Posteriormente se describieron las enzimas del citocromo P450 y se asoció la 21-hidroxilación de esteroides con el citocromo P450.
En las décadas de 1980 y 1990, se identificaron clones de ADNc de Cyp21 bovino de longitud parcial relacionados con el CYP21A2 humano. Los investigadores descubrieron mutaciones en el gen CYP21A2 asociadas a la hiperplasia suprarrenal congénita (HSC).
A partir de la década de 1990, se correlacionaron mutaciones específicas con diferentes formas/niveles de gravedad de la HSC. Se investigaron las correlaciones genotipo/fenotipo para mejorar la precisión diagnóstica.